# Callipogon relictus
Callipogon relictus is een insect uit de familie boktorren (Cerambycidae). Deze boktor wordt 58—108 millimeter lang. De kever leeft in Russische Verre Oosten in het noorden, Noordoost-China en de Noord-Korea.